# Castel Manfrino
Das Castel Manfrino ist die Ruine einer Höhenburg in der Nähe der Siedlung Sella di Castel Manfrino in der Nachbarschaft des Ortsteils Macchia da Sole der italienischen Gemeinde Valle Castellana in der Provinz Teramo. Die Gemeinde gehört zur Comunità Montana della Laga.
Die Reste des alten Festungswerkes sind nur noch schwer erkennbar, weil sie durch die lange Zeit des Verfalls stark beschädigt sind.

## Lage
Die Ruinen des Verteidigungspostens finden sich im 926 Meter Höhe auf einem Felsvorsprung mit Blick auf die Klippen, die den Lauf des Flusses Salinello an der Grenze zwischen den Provinzen Ascoli Piceno und Teramo dominieren.
Die Höhe erhebt sich in den Monti Gemelli, also zwischen der Montagna dei Fiori und der Montagna di Campli. Der Ort, strategisch wichtig und mit weitem Rundblick, bietet einen weiten Blick über die darunter liegenden Täler, geeignet zur Kontrolle und zur Überwachung der Durchgangswege, die sich durch das Gebiet schlängeln, vom Salinellotal bis zum Graben der Rivolta.
Das Gelände ist von der Staatsstraße 81 „Piceno Aprutina“ aus zu erreichen, die die Städte Ascoli Piceno und Teramo verbindet. Von dort biegt man auf die Provinzstraße 52 ab und folgt den Wegweisern zum Ortsteil Macchia da Sole. Von dieser Siedlung aus führt ein Feldweg entlang des Berghanges in etwa 20 Minuten Fußweg zu den Überresten der Burg.

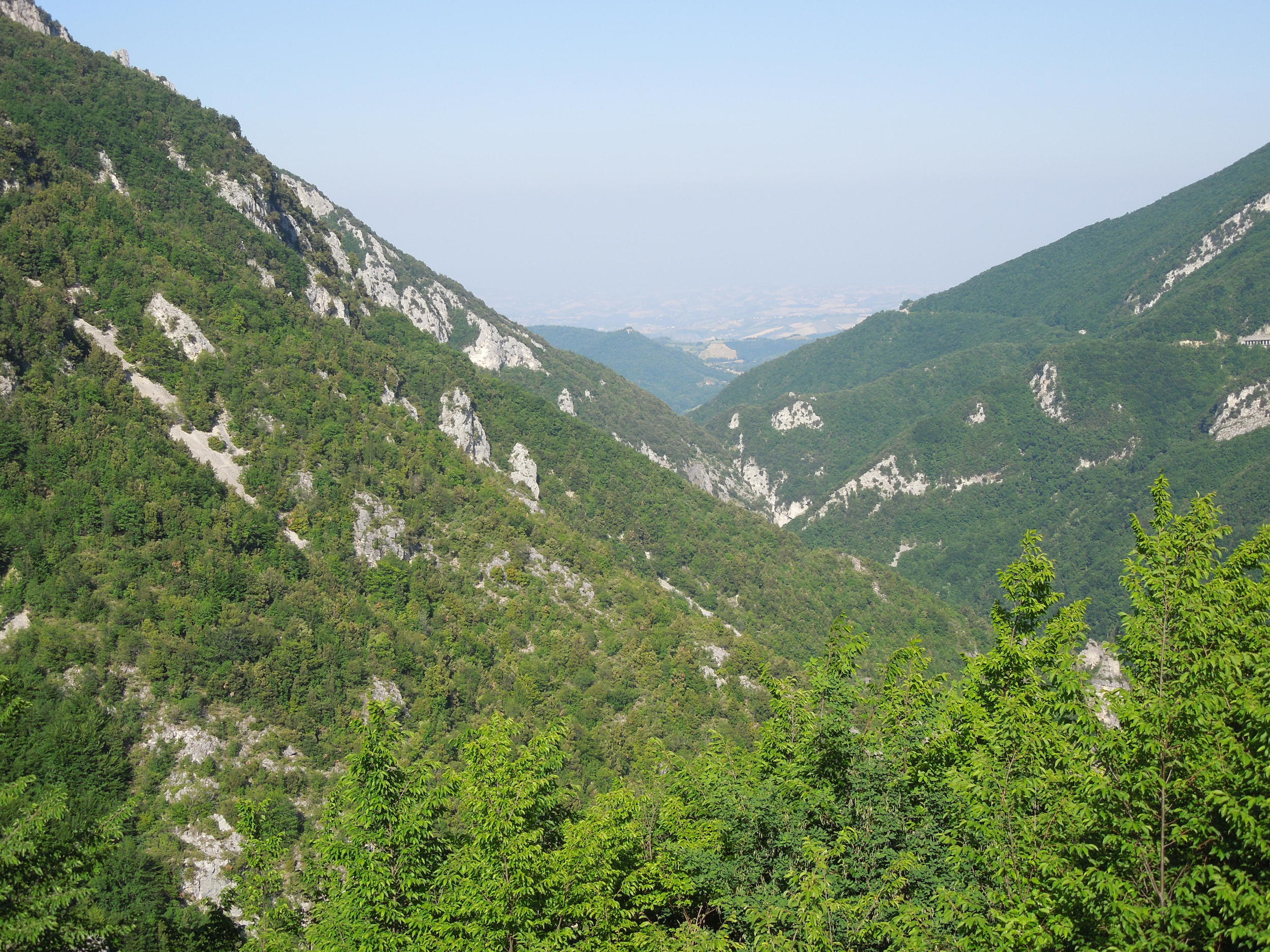
Panoramablick über das Salinellotal
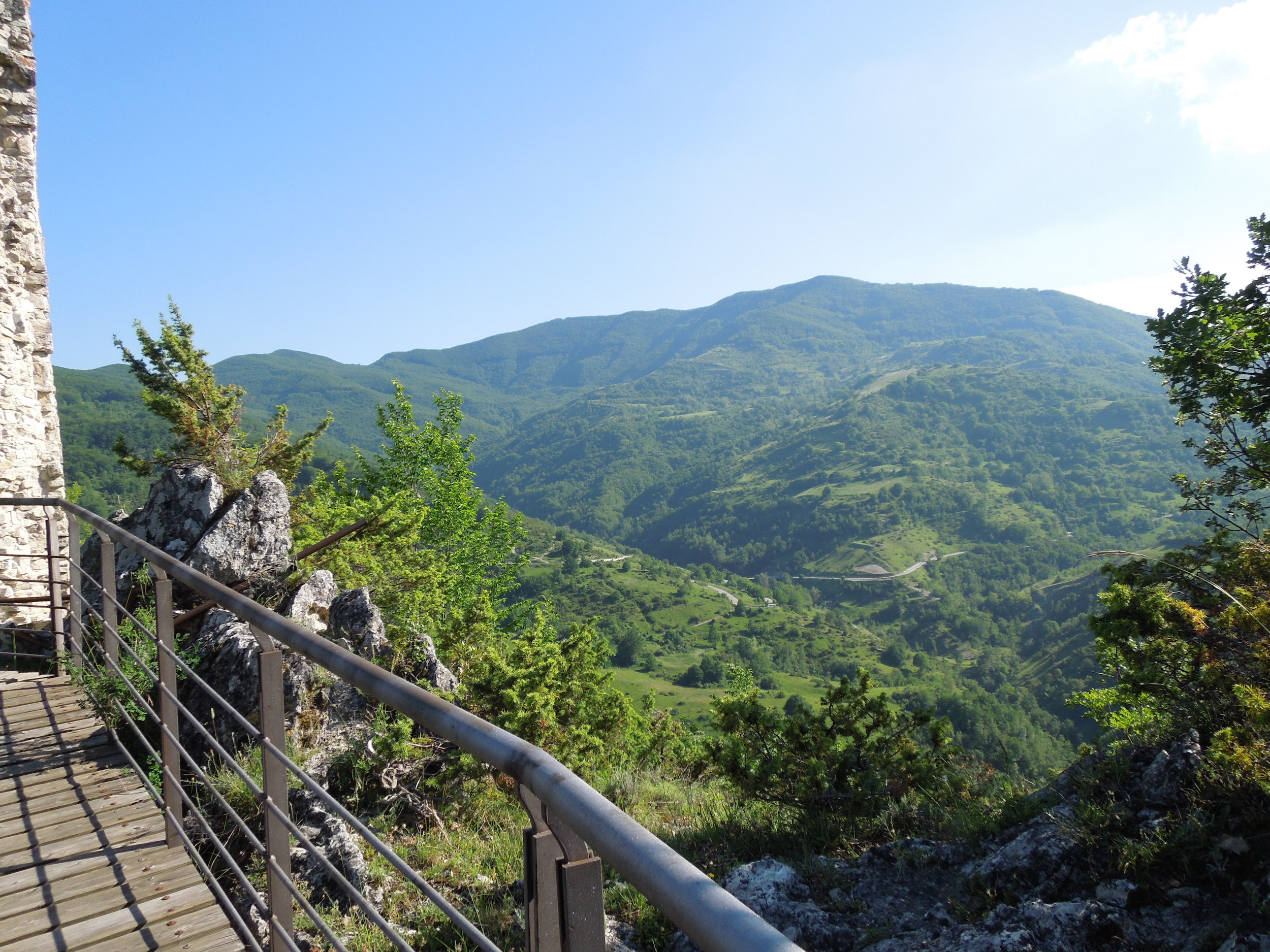
Panoramablick vom Nordturm der Burgruine
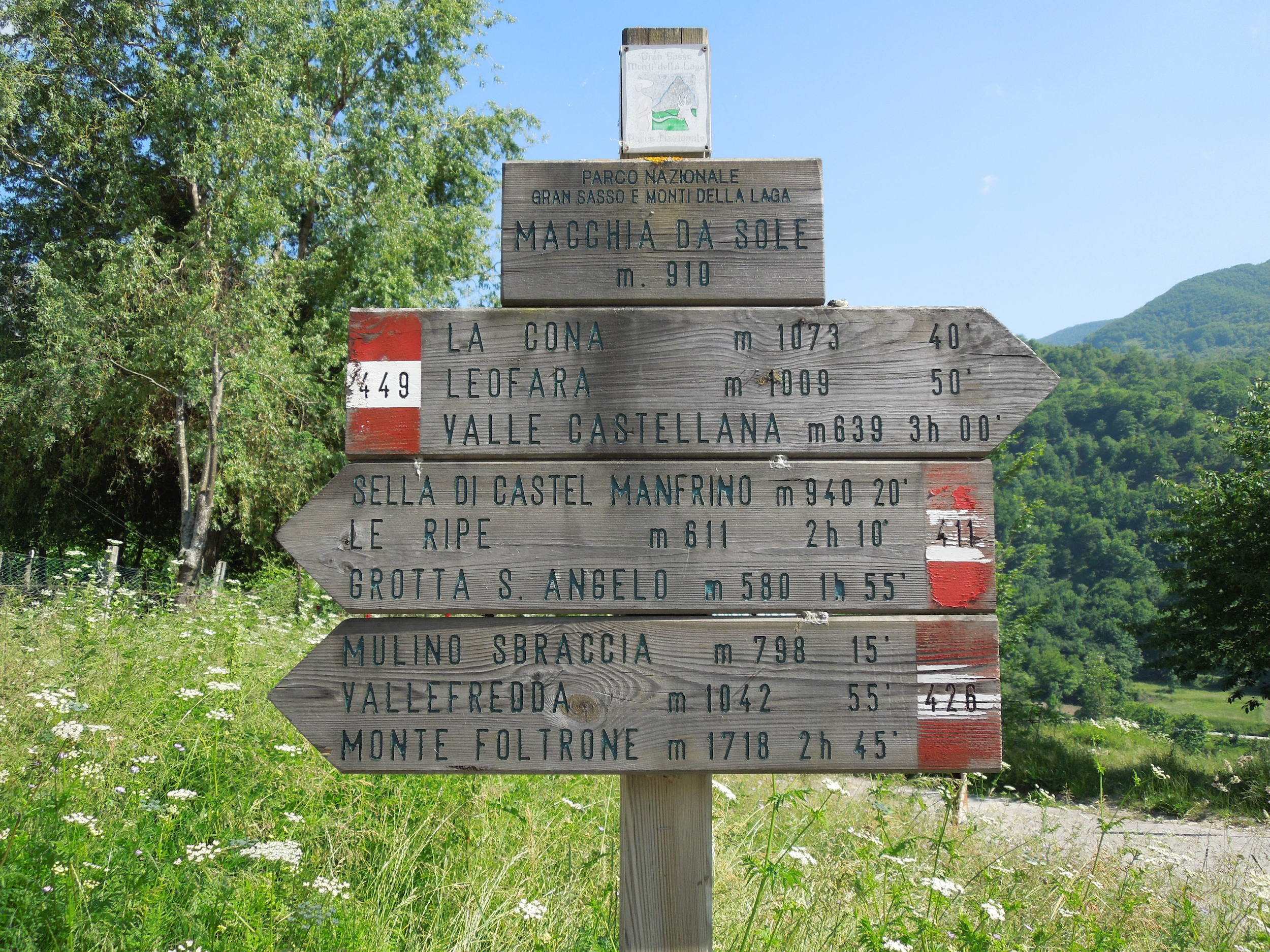
Wegweiser
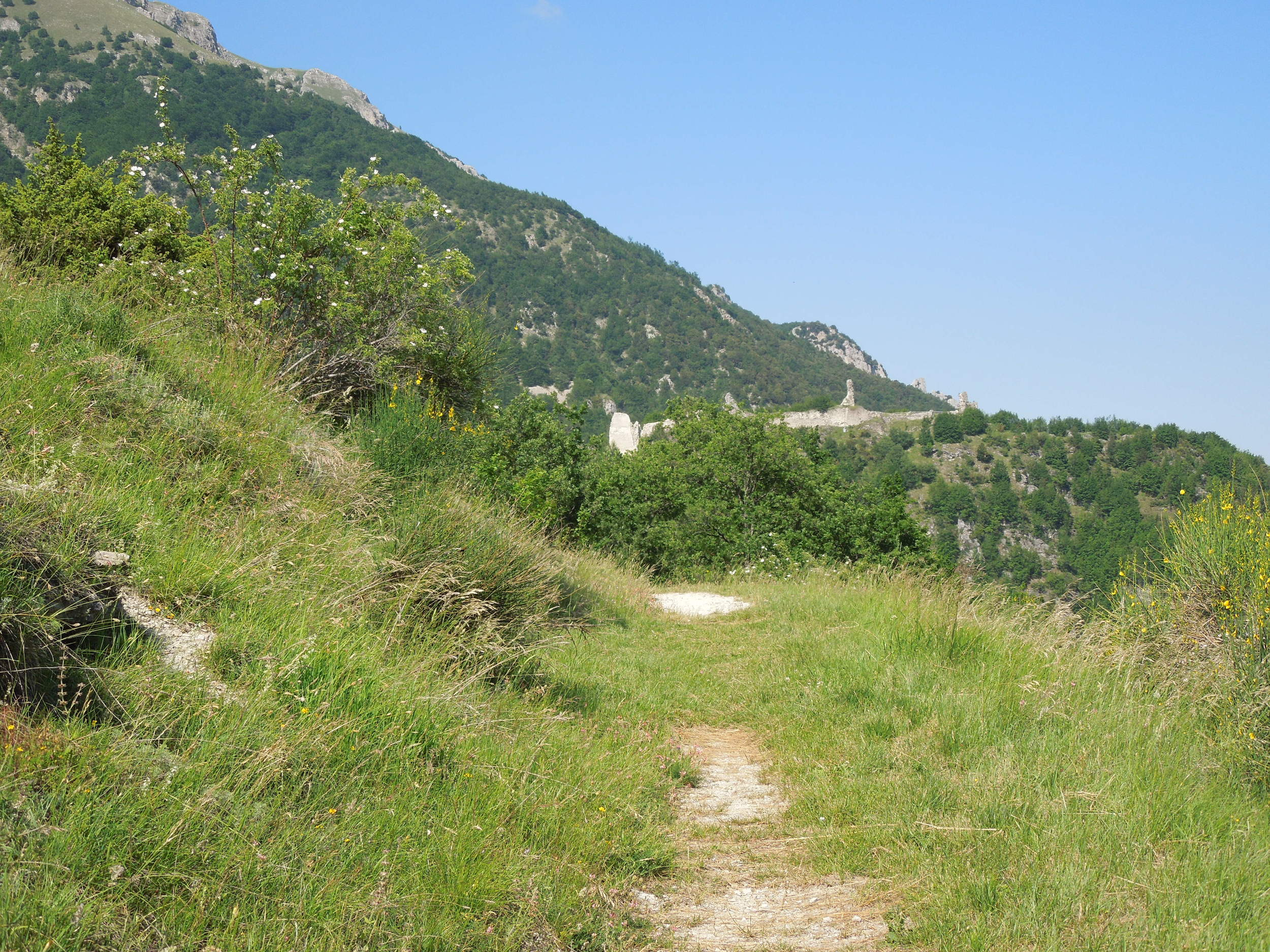
Feldweg

## Geschichte
Die Burg wurde auf den Resten einer alten, römischen Festung erbaut, und zwar zur Verteidigung der Straße, die von der Via Salaria in der Nähe von Amatrice abzweigt, über den sogenannten Passo di Annibale (dt.: Hannibalpass) führt und in die Ebene von Campovalano mündet. Die im Spätmittelalter zwischen dem 12. und dem 13. Jahrhundert entstandene Burg verdankt ihren Namen Manfred von Sizilien, dem Sohn von Kaiser Friedrich II. Der Geschichtswissenschaftler Secondo Balena aus Ascoli Piceno zitiert auch die Namen „Castello di re Manfredi“ oder „Castel Manfredino“, aus denen im Laufe der Zeit „Castel Manfrino“ wurde. In der Literatur wird die Burg auch „Castrum Maccle“ genannt (dt.: Burg von Macchia). Im Catalogus Baronum wird der Name des Lehens mit „Macclam in Asculo“ angegeben.
Das kleine Fort diente als Beobachtungs- und Aussichtspunkt zur Kontrolle des Verlaufes der Straße, die von der Südseite der Montagna dei Fiori ausging und von Civitella del Tronto bis auf den Berg führte, von dem aus man die Nordseite beobachten konnte, auf der sich die Stadt Ascoli Piceno befindet.
Die Burg wurde auf Geheiß von Manfred von Sizilien erbaut. Sie entstand auf den Resten einer vorhergehenden Festungskonstruktion, um zusammen mit der Festung Civitella del Tronto die einzigen Straßen zu kontrollieren, die durch die Berge führten und Ascoli Piceno mit Teramo verbanden, besser bekannt als „Percorsi dell’Abruzzo Ascolano“ (dt.: Straßen über die askolanischen Abruzzen).
Im 13. Jahrhundert, nach dem Verschwinden von Manfred von Sizilien, fiel die Burg an Armellino di Macchia di Giacomo, der später vertrieben und als Rebell angesehen wurde. Von diesem ging sie an Pietro d'Isola über, einen Angevinen, der bei dem Angriff getötet wurde, den die Ascolaner auf Befehl seines Vorgängers Armellino durchführten. Die Ascolaner begannen den Angriff nach den unzähligen Händeln, die sich mit Karl I. von Neapel ergaben, und die Burg wurde lange Zeit Gegenstand erbitterter Streitigkeiten, um sich „der alten Rechte“ zu rühmen. 1273 erhielt Riccardo di Agello das Lehen.
1280–1281 beauftragte Karl I. von Neapel den Meister Pierre d’Angicourt, denselben Baumeister, der das Castello di Barletta entworfen hatte, als er in den Abruzzen beschäftigt war, mit der Projektierung eines Verteidigungsturmes, der im Inneren des Castro di Macchia zu erbauen war, und mit der Planung geeigneter Restaurierungsarbeiten. Der Turm sollte als Wachturm dienen und nahe dem Eingang in die Einfriedung aufgestellt werden. In seinem Inneren sollte im Erdgeschoss eine Zisterne zur Sammlung von Regenwasser vorgesehen werden, im ersten Obergeschoss eine Luftkammer, und die beiden Geschosse darüber sollten Wohnzwecken dienen. Die Eingangstüre zu dem angevinischen Turm sollte auf der Südseite in sicherer Höhe über dem Boden vorgesehen werden.
1361, nach der Niederlage von Manfred von Sizilien und Konradin und dem Verschwinden der ghibellinischen Dynastie der Cola di Macchia durch Verrat, gehörte Castel Manfrino nicht länger zum Einflussbereich derer von Ascoli Piceno und gelangte unter die Gerichtsbarkeit der Regenten von Neapel aus dem Haus Anjou.

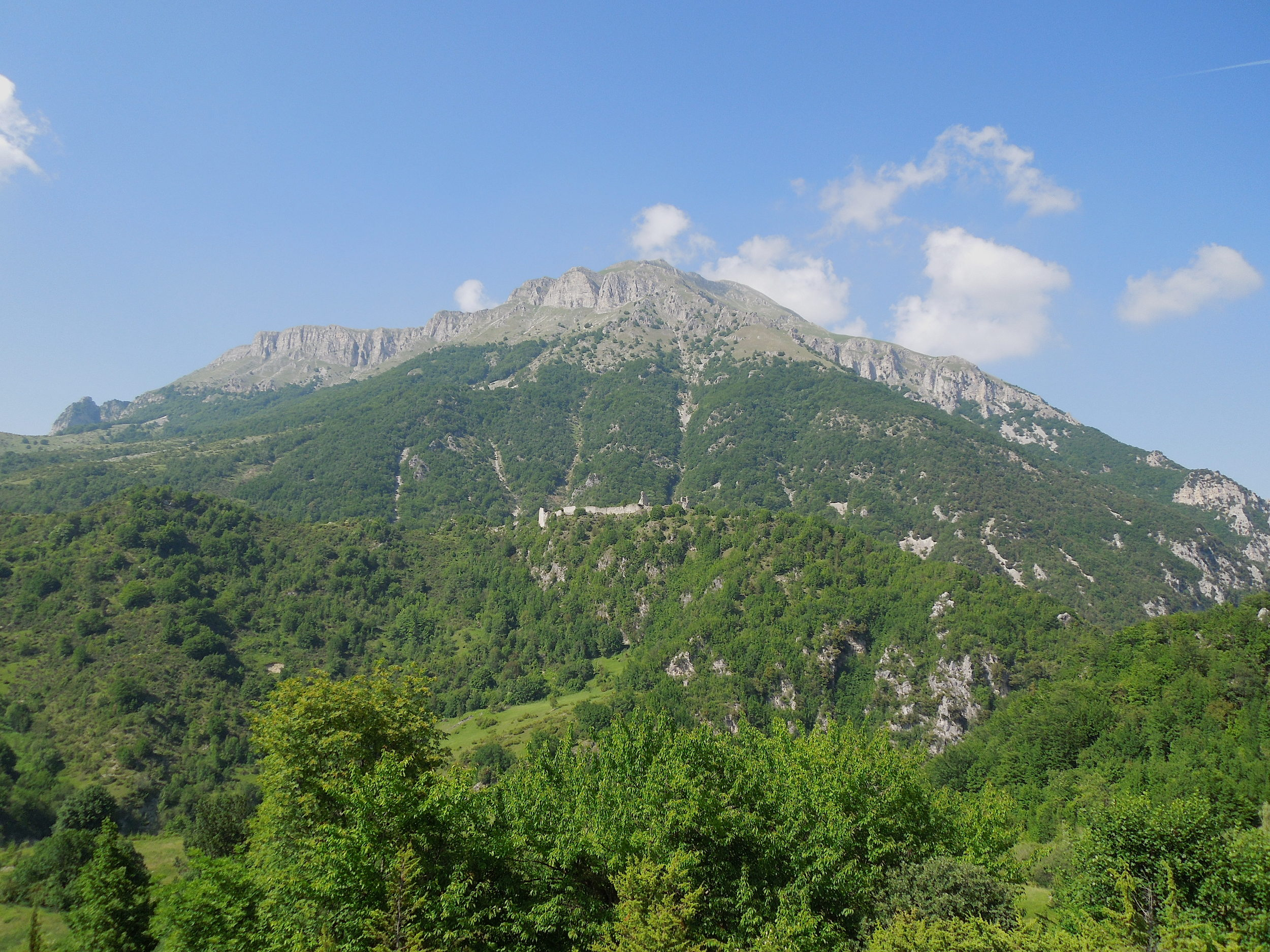
Ruinen des Castel Manfrino. Im Hintergrund die Montagna dei Fiori
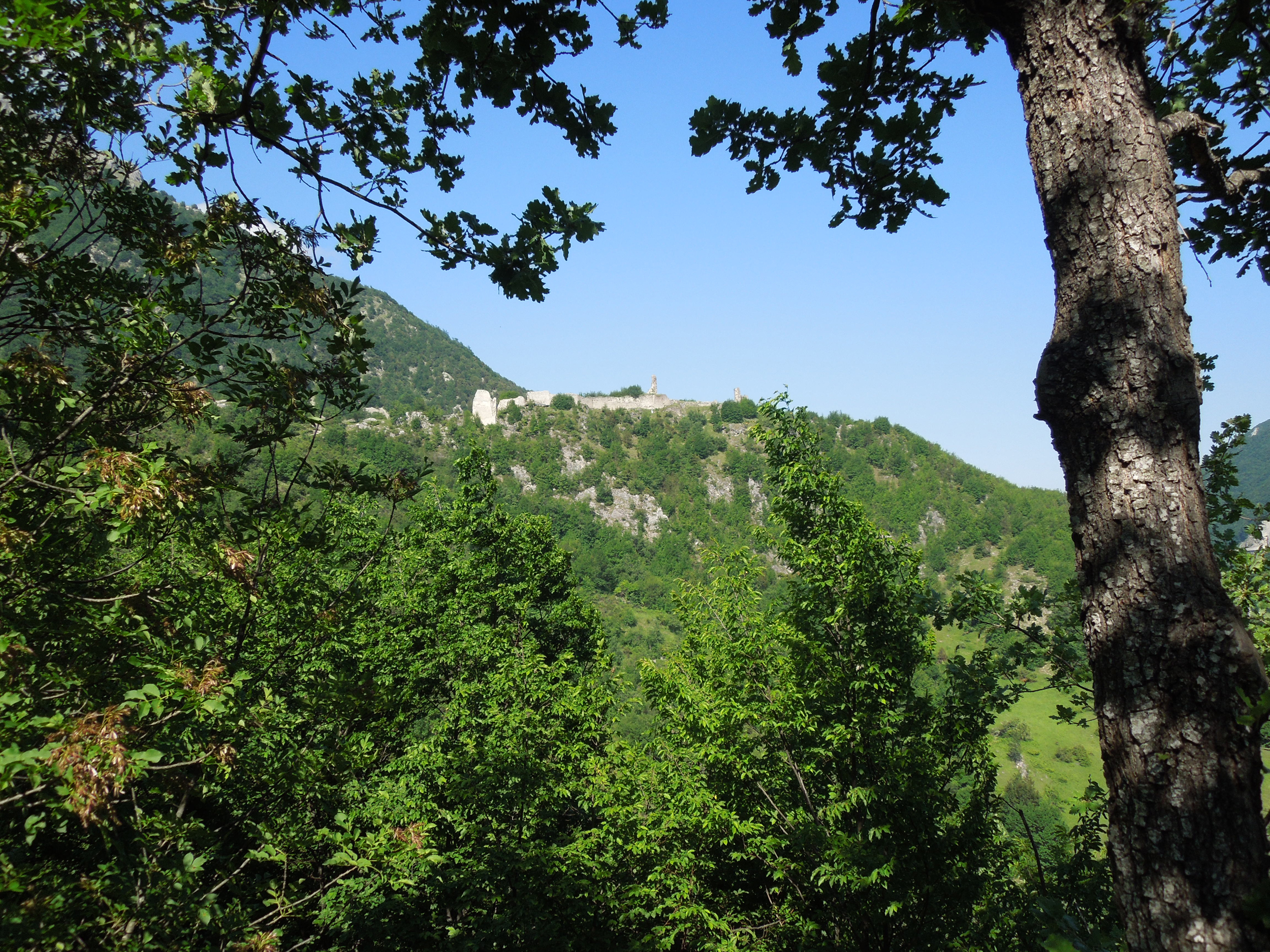
Ruinen der Burg von Westen

## Beschreibung
Der Grundriss der Burg ist länglich und in Nord-Süd-Richtung ausgerichtet. Die Umfassungsmauern der Festungsanlage wurden so errichtet, dass sie möglichst gut die natürliche Verteidigbarkeit des Ortes ausnützten und dem Profil des Felsvorsprungs folgten, auf dem sie sitzen. Die einzige Öffnung ist der Eingang in der Umfassungsmauer.
Die Anlage ist aus Flusssteinen errichtet, die zementiert und nur außen geglättet wurden; sie erstreckt sich auf etwa 120 Meter Länge und die Innenbreite variiert von 8 Meter bis 20 Meter. Die Mauer ist zwischen 0,5 und 1 Meter dick. Die Anlage hat keine Bastionen, die vielleicht ursprünglich nur in der Nähe des Eingangs im Norden vorhanden waren.
Auf der dem Eingang entgegengesetzten Seite liegt der noch teilweise erhaltene und sichtbare Turm ohne Eingang im Erdgeschoss, der durch Holzumgänge in mehrere Stockwerke unterteilt ist und teils als Wohnung für den Kastellan, teils, falls notwendig, als Ort der Verteidigung diente. Von diesem, der einen quadratischen Grundriss mit etwa 10 Metern Seitenlänge hat, blieben das erste Obergeschoss, dessen oberer Teil nur aus wenigen Mauerstümpfen auf der West- und Ostseite besteht, die Zisterne und eine nach Westen ausgerichteten Wand erhalten. Die Silhouetten anderer Räume erstrecken sich ebenfalls über die Basis hinaus und erreichen die Basis eines zweiten Turmes, dessen Mitte etwa 10 Meter hoch ist. Die Außenseite dieses Turms zeigt eine rußige Haube, auf der das Öl gekocht worden sein müsste, das über die Feinde verschüttet werden sollte. Diese These stützt der Fund von zwei Kesseln im darunter liegenden Rivoltabach.
Innerhalb der Umfassungsmauer finden sich Reste einer vermutlich kleinen Kapelle mit rechteckigem Grundriss neben dem südlichen Turm. Ein Dokument aus dem Jahr 1277 bezieht sich auf die durchgehende Anwesenheit eines Kaplans in der Burg, was die Vermutung stützt, es habe einen Kultplatz dort gegeben. Unten an den Mauerresten sind schwache Spuren von Fresken sichtbar.
Die Konstruktion von Castel Manfrino ähnelt stark denen anderer Festungswerke in der Provinz L’Aquila, wie des Castello di San Pio delle Camere.

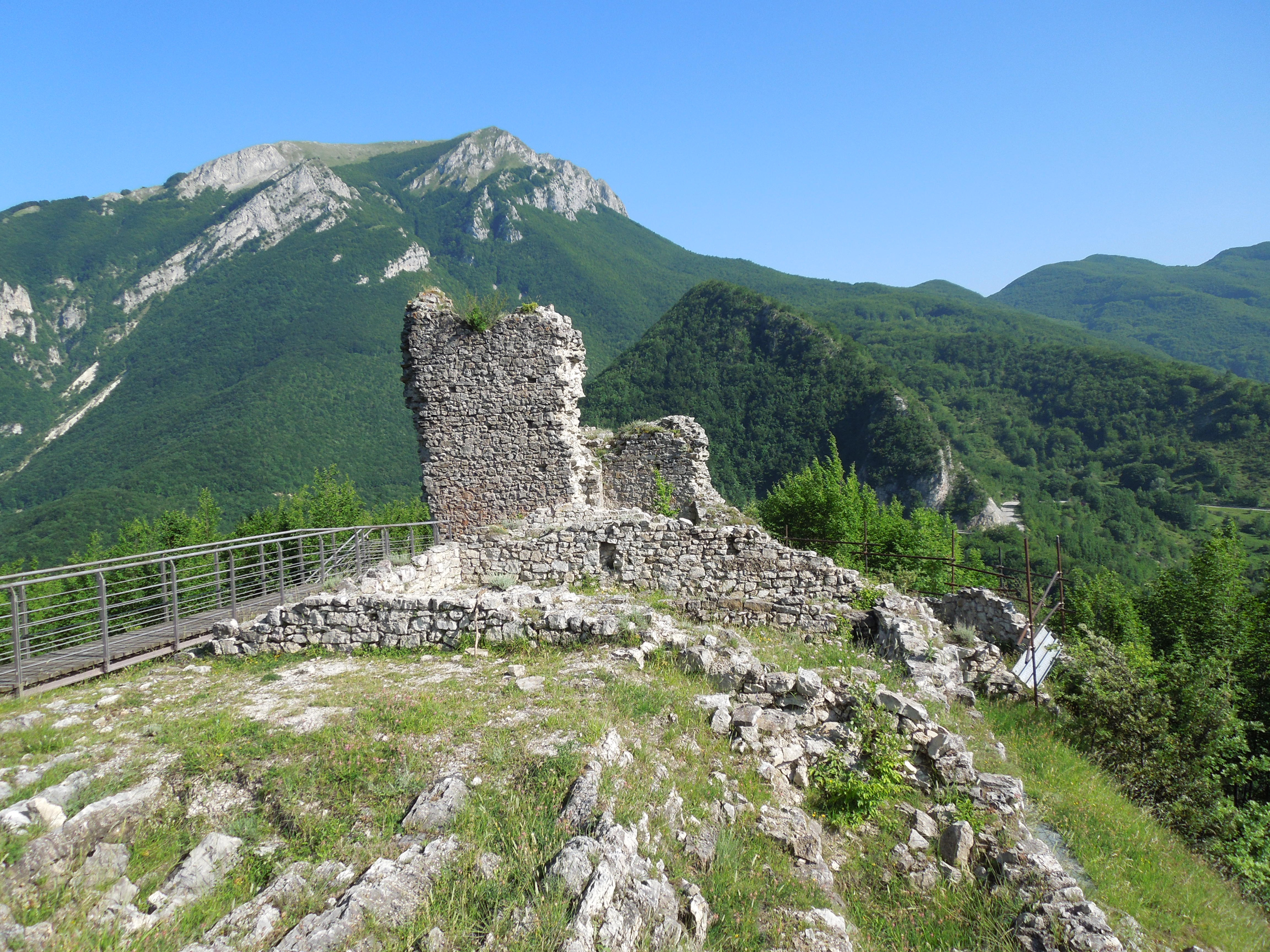
Reste des südlichen Turms mit einem Teil der Innenseite der Umfassungsmauer
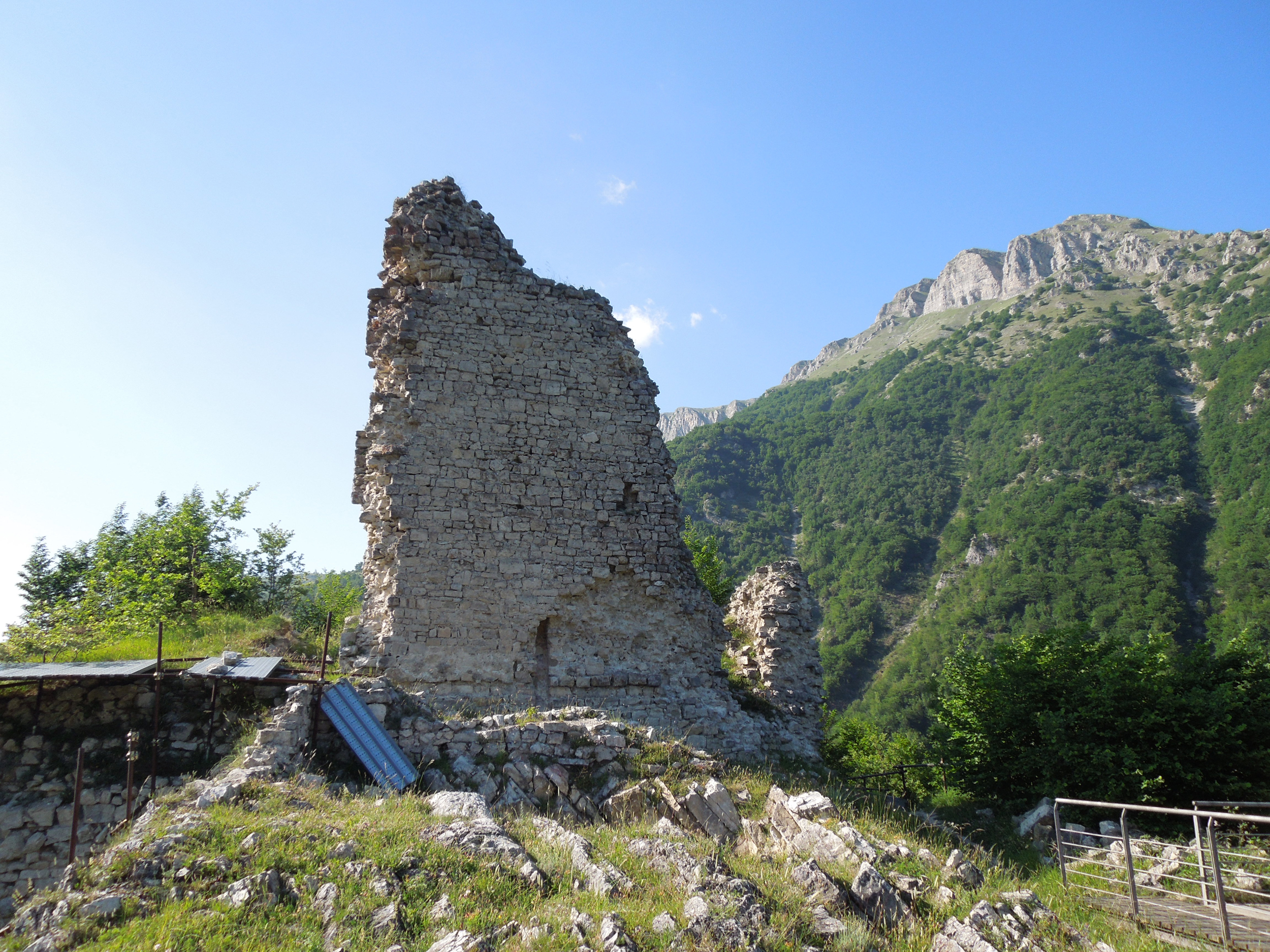
Ruine eine Turms namens Maschio (dt.: Bock) in der Mitte der Einfriedung
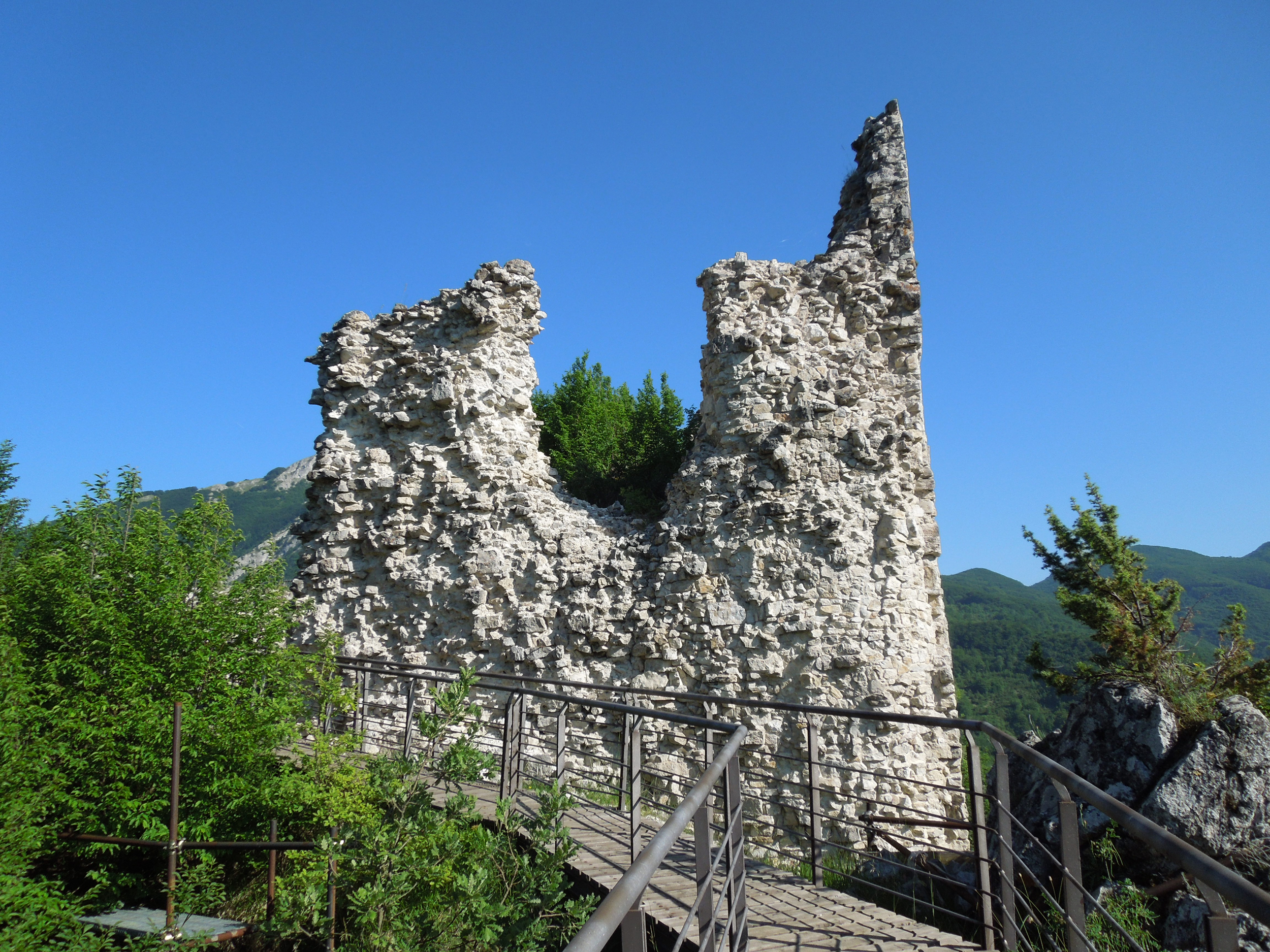
Ruine des Nordturms
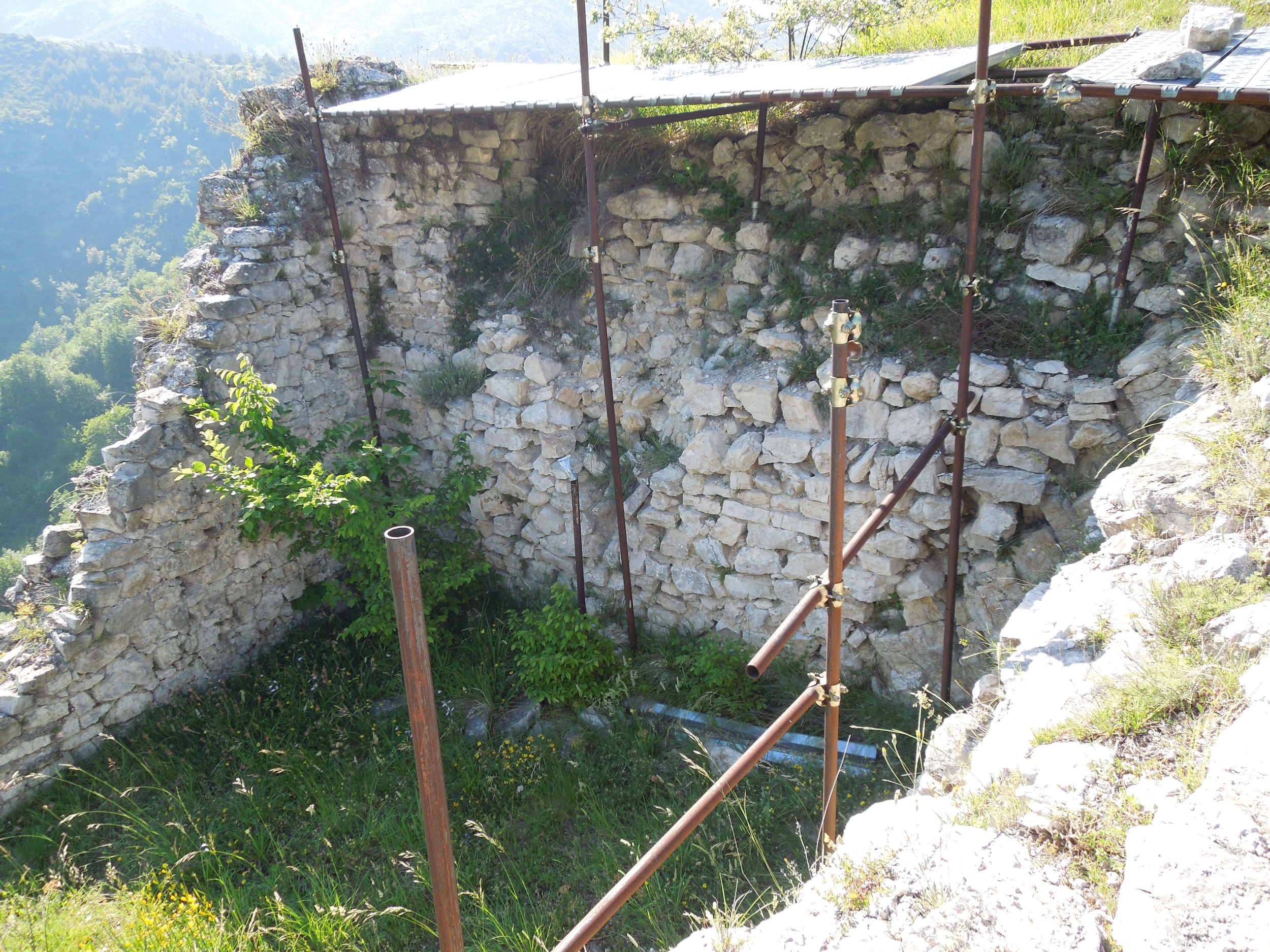
Mauer neben dem suevischen Maschio
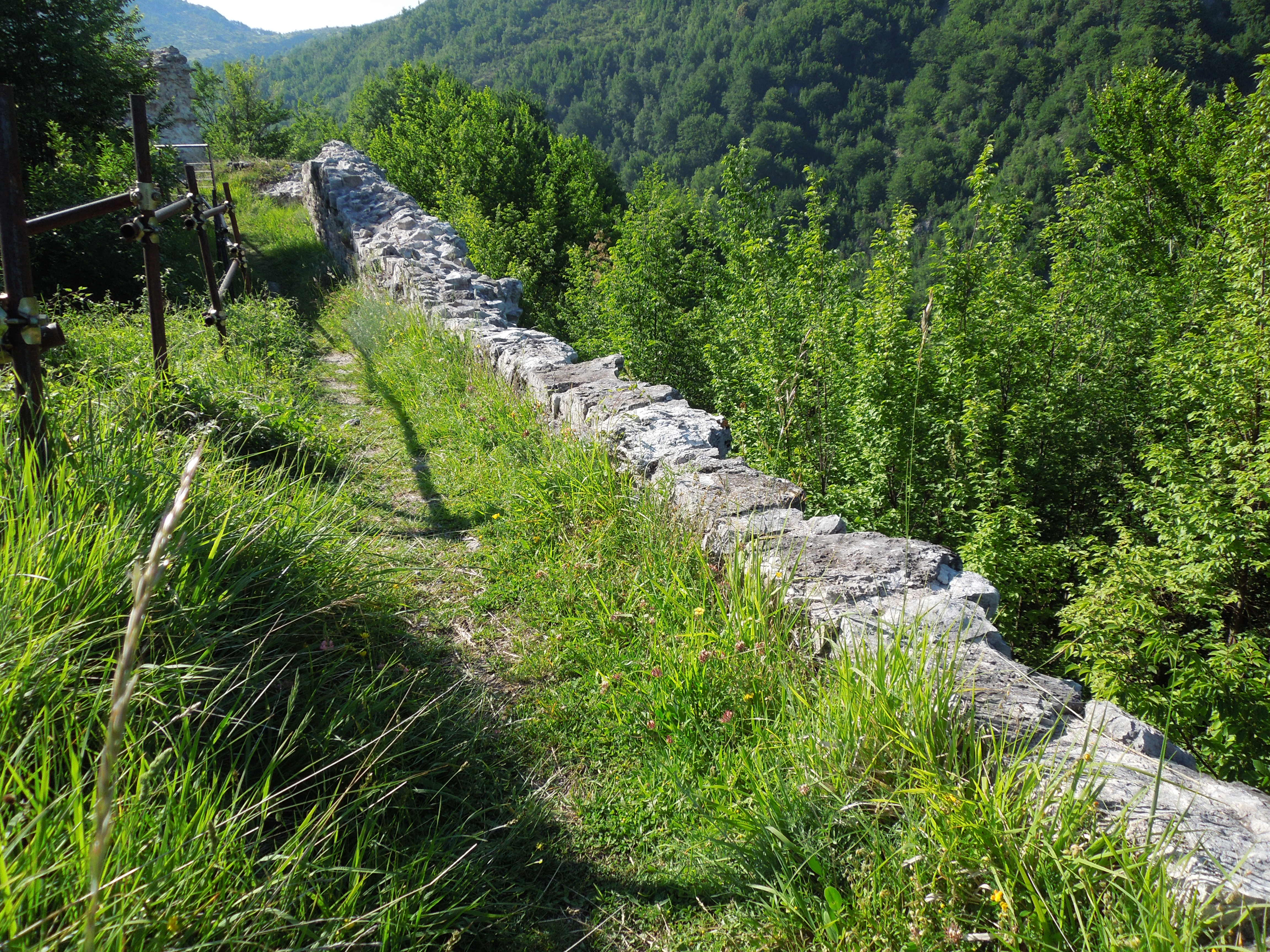
Reste der Einfriedung
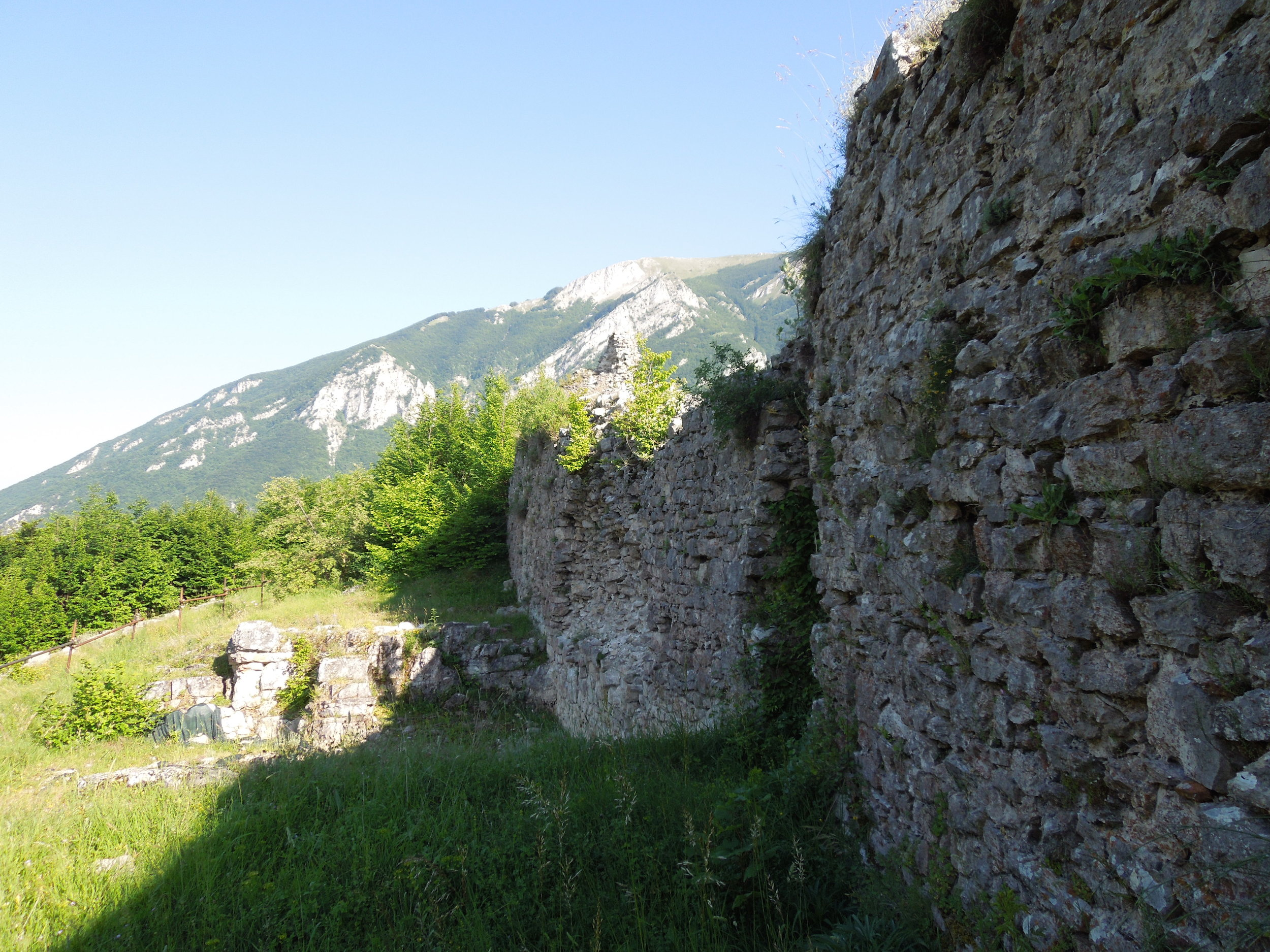
Mauer, die einen Teil des inneren Bereiches der Einfriedung umgibt
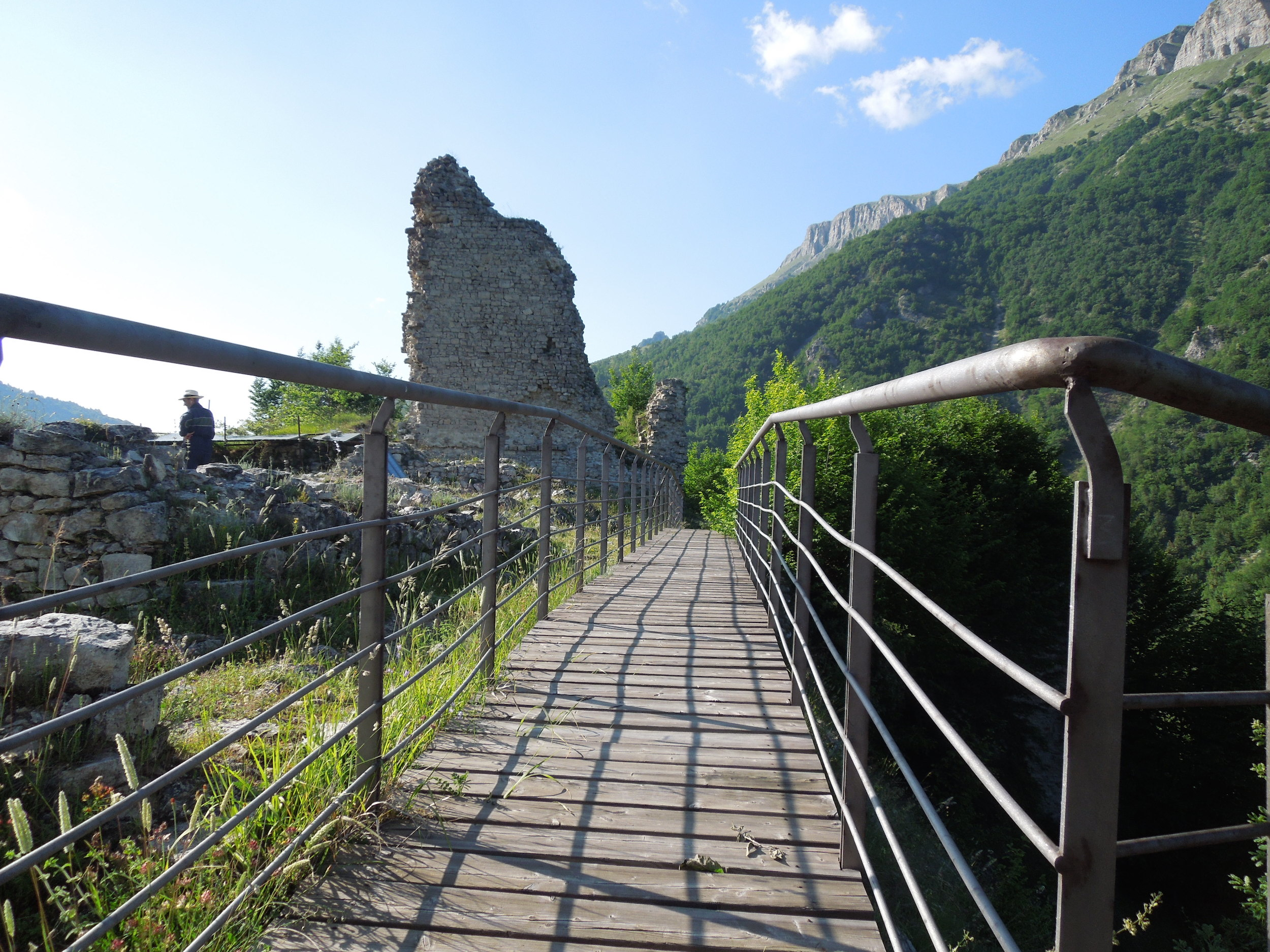
Holzsteg, der einem Teil des Umgangs folgt

## Funde
Der technische Bericht der vom Consorzio Aprutino Patrimonio Storico e Artistico durchgeführten Studien listet bei Ausgrabungen in verschiedenen Perioden die folgenden Ergebnisse auf:
- verschiedene eiserne Pfeilspitzen, die als „Fliesen“ klassifiziert wurden.
- Keramikfragmente, die auf das 16. und 17. Jahrhundert datiert werden.
- verschiedene Pflasterstratigrafien unter dem heutigen Bodenbelag.
- einige Münzen.
- Spuren von Fresken tauchten bei der Aushöhlung des Turms auf.

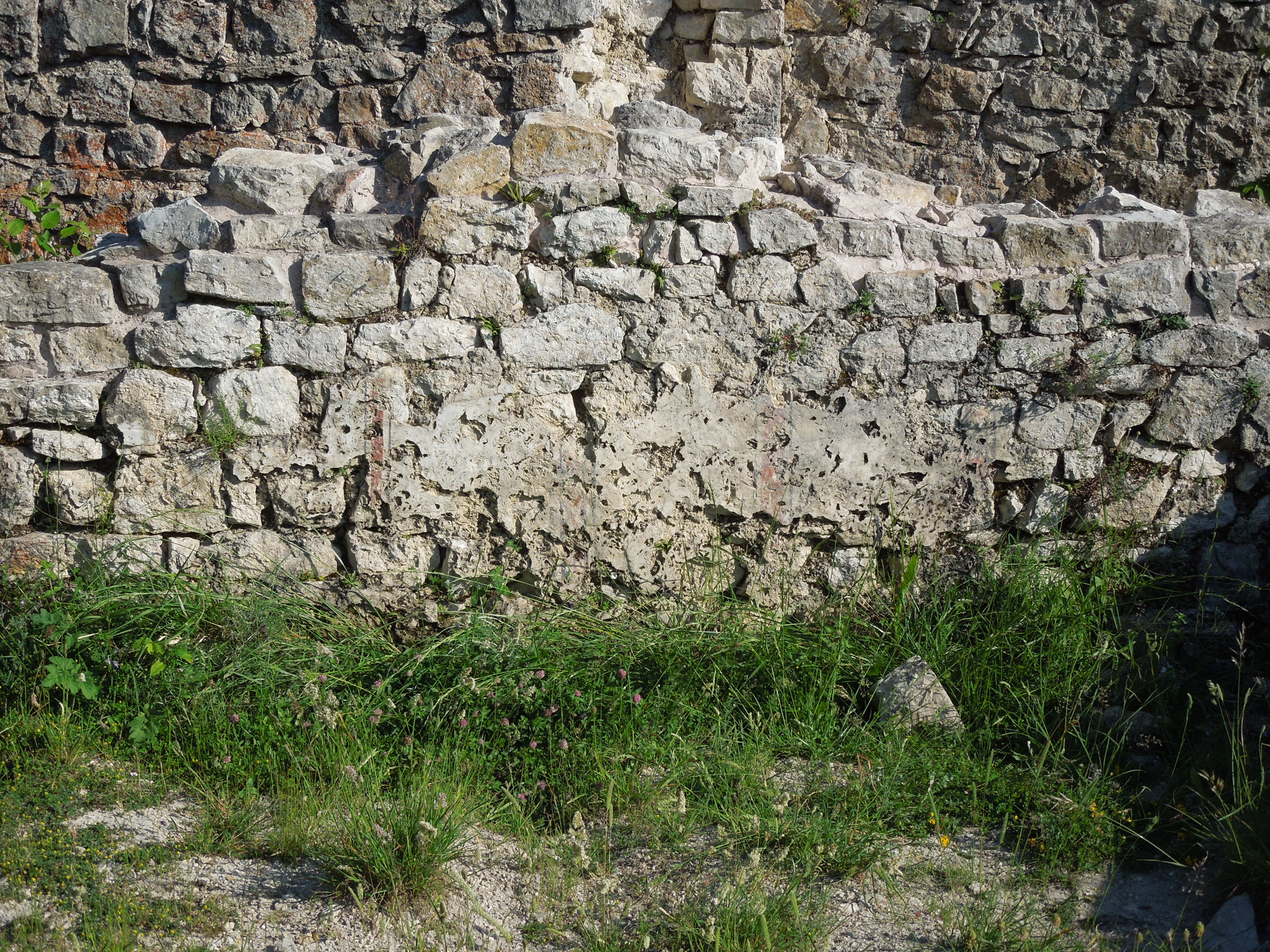
Mauer mit Spuren von Fresken im Inneren der Einfriedung
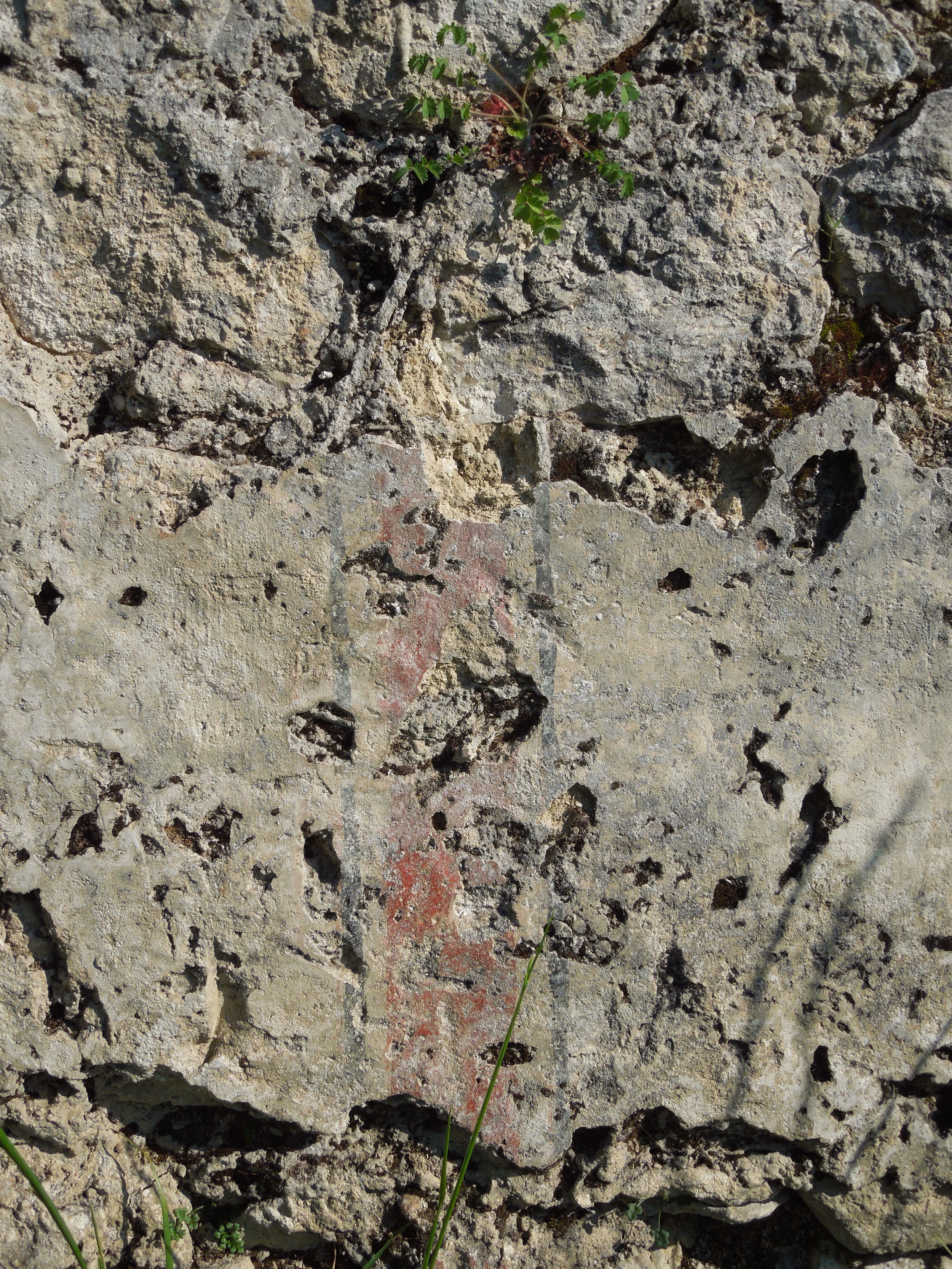
Detail einer der Spuren von Fresken
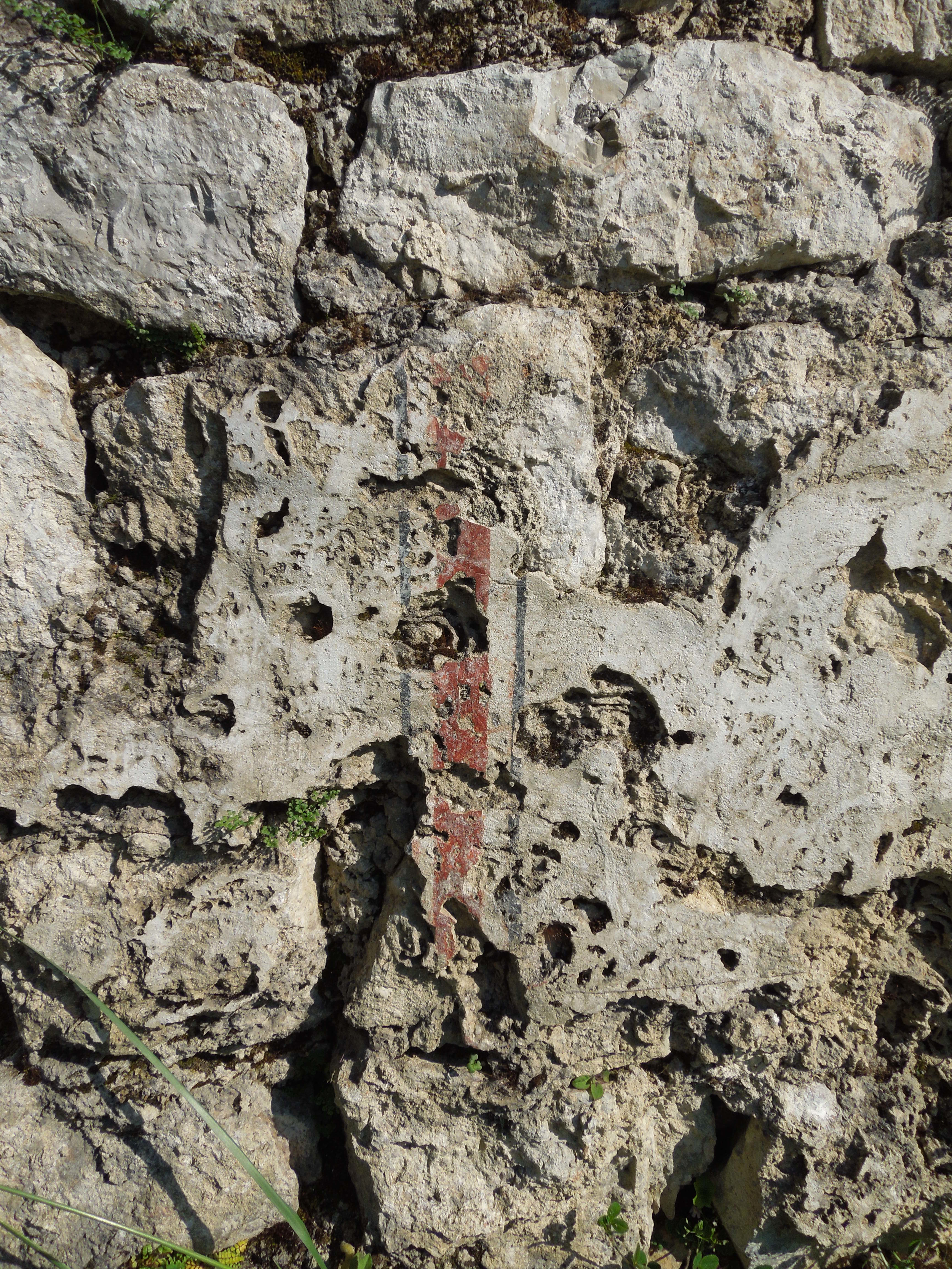
Detail einer der Spuren von Fresken
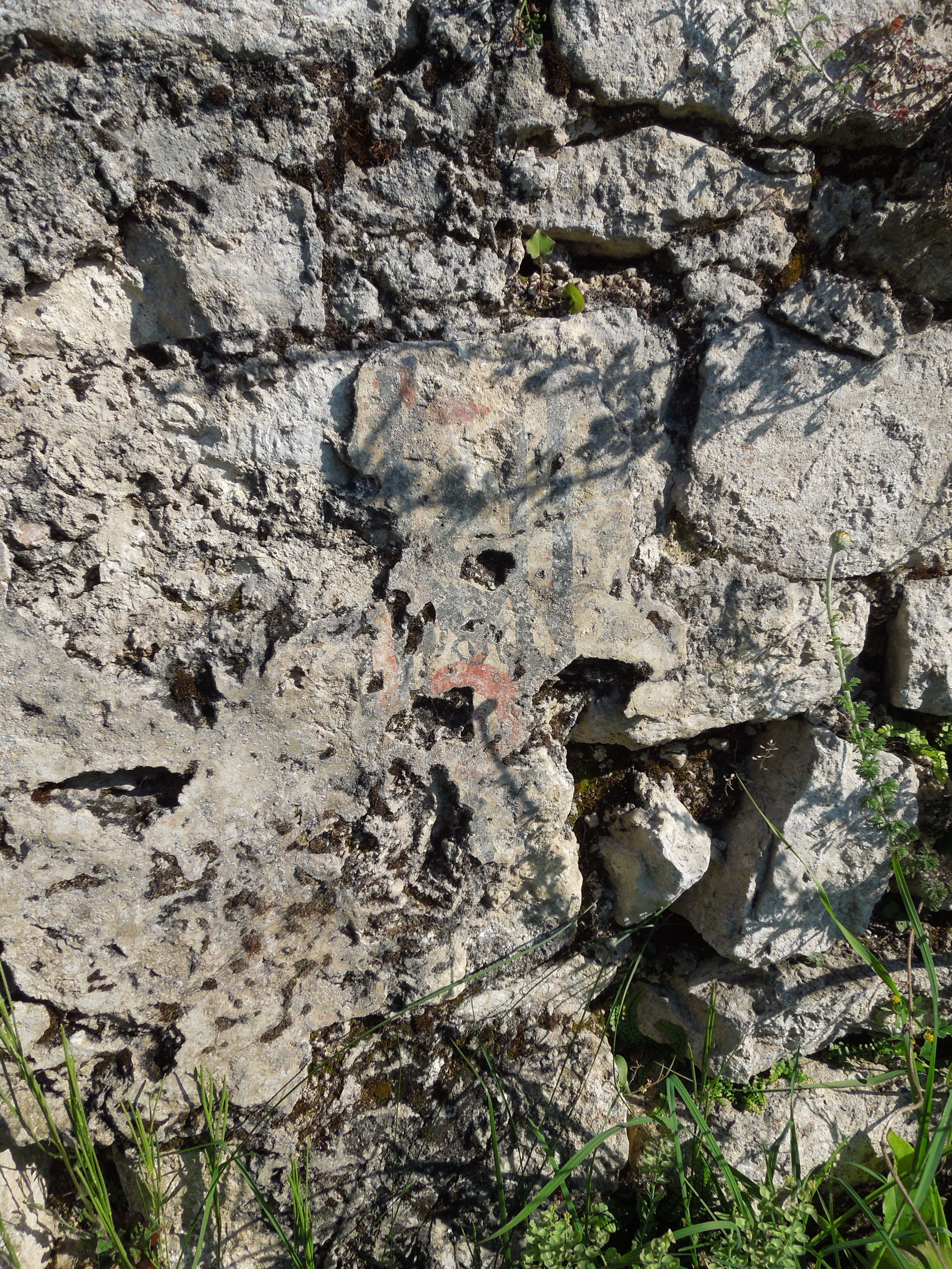
Detail einer der Spuren von Fresken
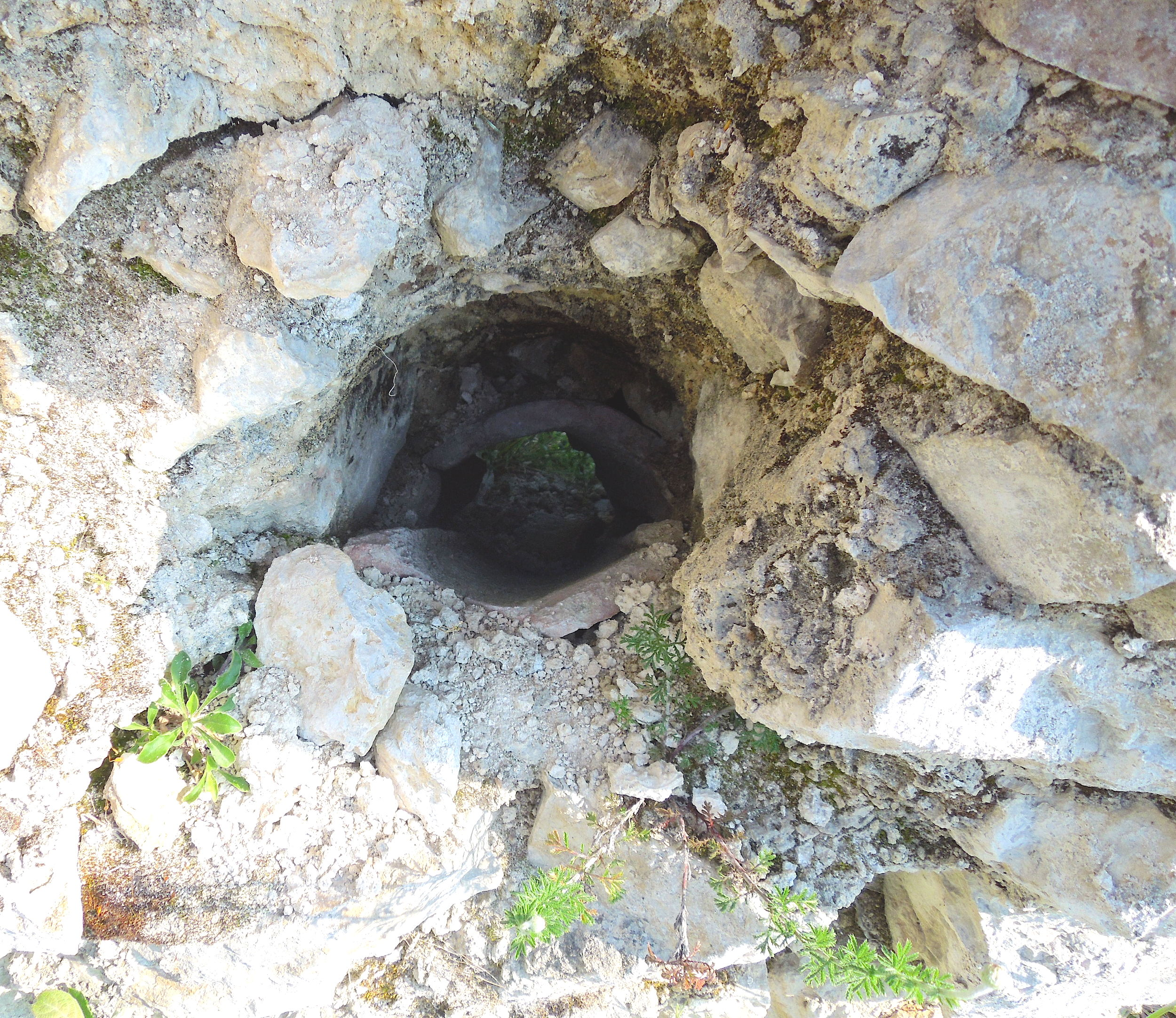
Detail eines Lochs in einer Mauer im Inneren der Einfriedung
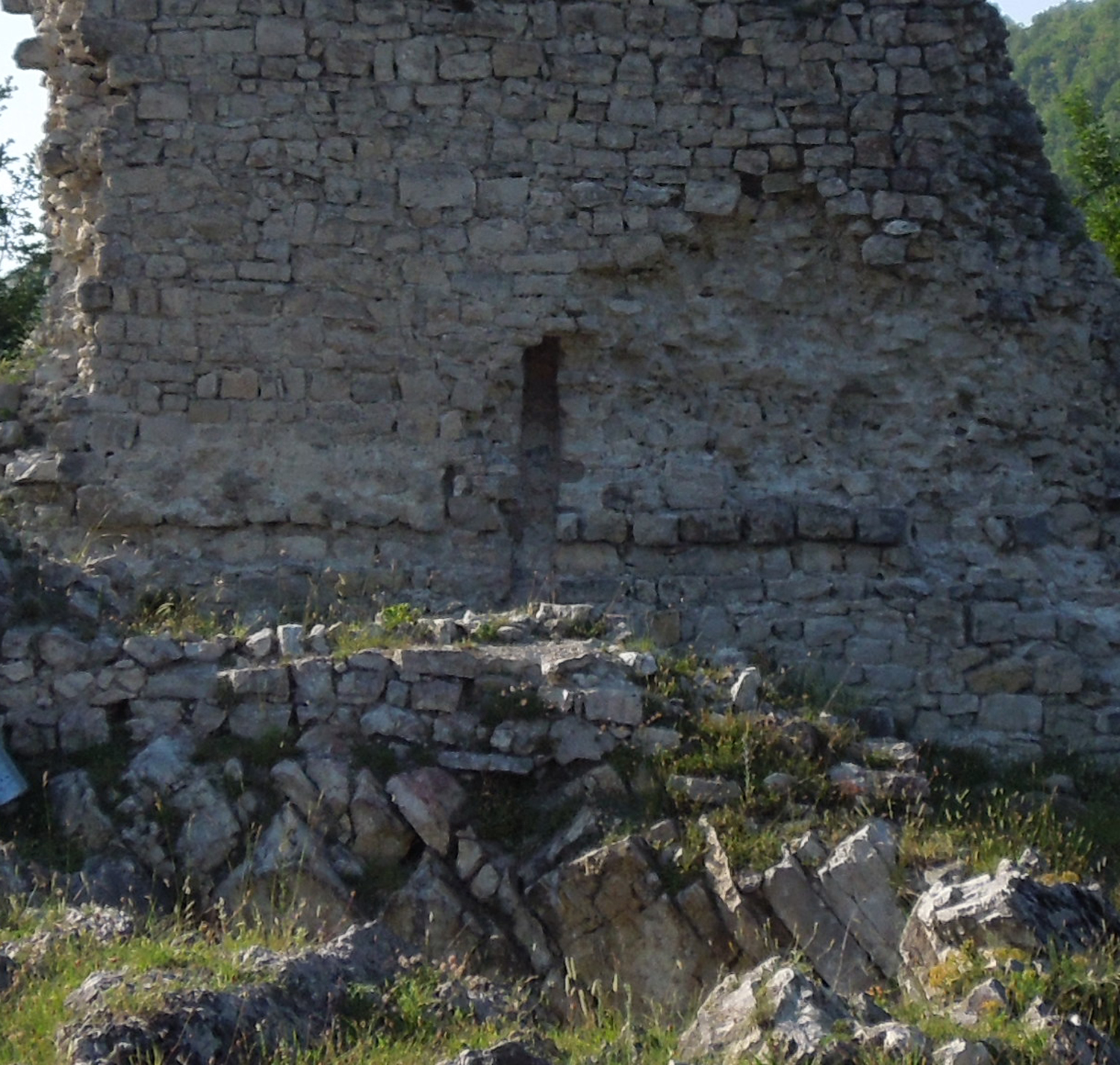
Detail eines vermutlichen Schornsteins des suevischen Turms